# 福音信義會聖馬利亞教堂

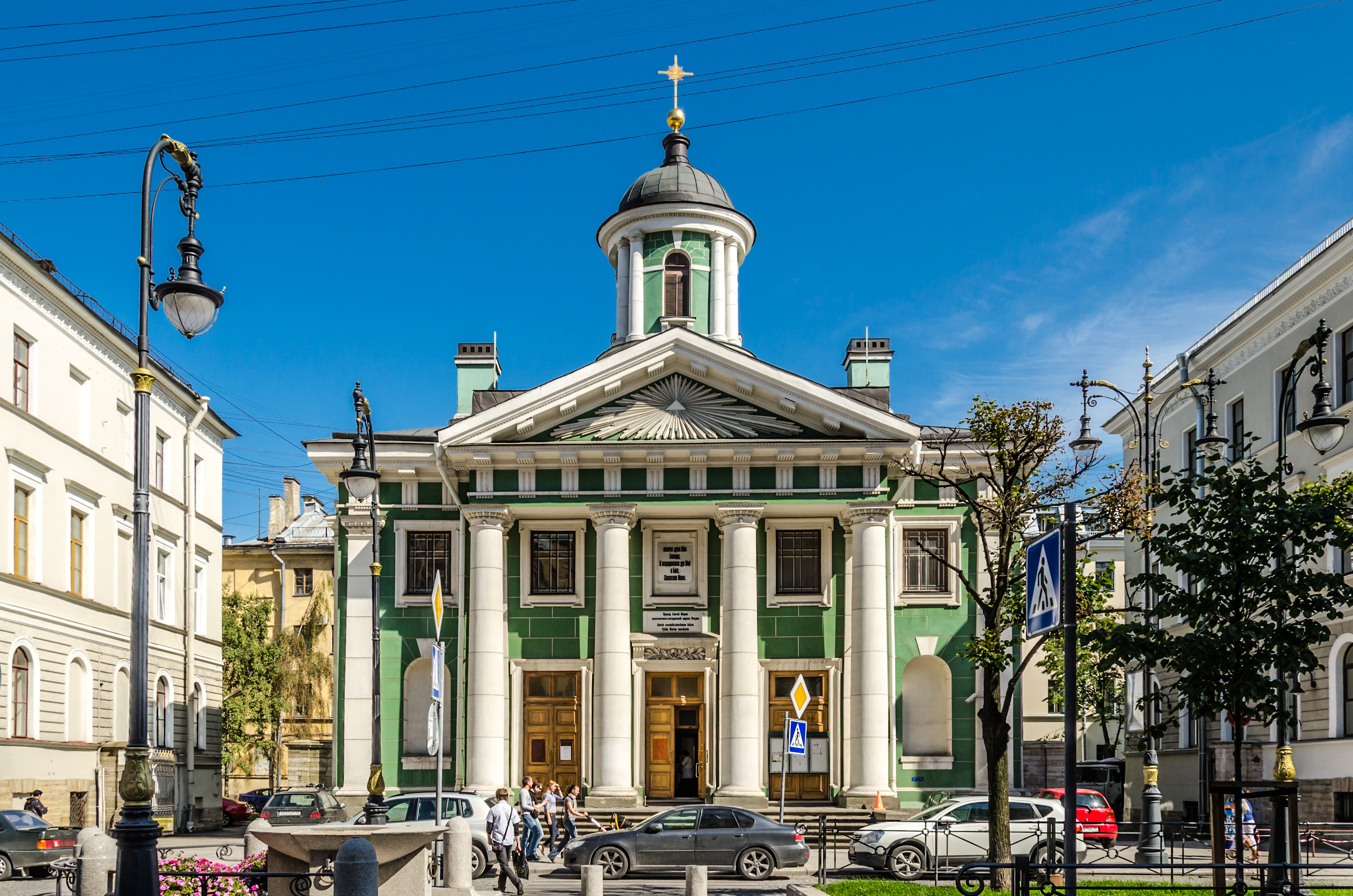
福音信義會聖馬利亞教堂

福音信義會聖馬利亞教堂（俄语：Евангелическо-лютеранская церковь Святой Марии）是俄羅斯聖彼得堡的一座信義宗教堂。這座教堂位於涅瓦大街，修建於1805年，並在2002年得到修復。由於聖馬利亞教堂是由芬蘭福音信義會修建，因此又稱芬蘭教堂。

## 外部連結
- The Church's home page （页面存档备份，存于） （俄文）
- Reconsecration of St. Mary's Church in St. Petersburg, Russia (2002)
- Lutherans in Russia （页面存档备份，存于） (2003)

59°56′17″N 30°19′25″E / 59.93806°N 30.32361°E